# Hazlov (nádraží)
Hazlov je železniční stanice, nacházející se u obce Hazlov v okrese Cheb na jednokolejné neelektrizované trati Cheb – Hranice v Čechách v km 18,380.

## Historie
Trať byla zprovozněna v roce 1865 bavorskými státními dráhami jako součást spojení z Oberkotzau u Hofu do Chebu. Železniční stanice v období 1865–1918 nesla název Hasslau, v meziválečném období Hazlov. V letech 1938–1945 nesla název Haslau a po druhé světové válce Hazlov.

## Popis
Stanice je ovládána z DOZ Františkovy Lázně. Nachází se zde dvě koleje a jedna kusá. Jsou zde dvě nástupiště, jedno s pevnou hranou a druhé sypané. Cestujícím slouží před nepřízní počasí zastřešení. Nenachází se zde staniční rozhlas, informační tabule, ani další služby cestujícím.